# Julija Vakulenko
Julija Vakulenko (ukránul: Юлія Вакуленко; Jalta, 1983. július 10. –) ukrán születésű, spanyol teniszezőnő. 1998-ban kezdte profi pályafutását, öt egyéni ITF-tornát nyert meg. Legjobb egyéni világranglista-helyezése harmincketteik volt, ezt 2007 novemberében érte el.

## Eredményei Grand Slam-tornákon

### Egyéniben
| Torna           | 2008   | 2007   | 2006   | 2005   | 2004   | 2003   |
| --------------- | ------ | ------ | ------ | ------ | ------ | ------ |
| Australian Open | 1. kör | 2. kör | -      | -      | 2. kör | -      |
| Roland Garros   | 1. kör | 1. kör | 3. kör | -      | 1. kör | 3. kör |
| Wimbledon       | 1. kör | 1. kör | 1. kör | 2. kör | 1. kör | 1. kör |
| US Open         | 1. kör | 4. kör | -      | -      | 2. kör | 2. kör |

## Év végi világranglista-helyezései
| Év       | 1999 | 2000 | 2001 | 2002 | 2003 | 2004 | 2005 | 2006 | 2007 | 2008 |
| Helyezés | 417. | 226. | 135. | 209. | 73.  | 129. | 185. | 120. | 32.  | 357. |

## Külső hivatkozások
- Julija Vakulenko profilja a WTA oldalán (angolul)
- Julija Vakulenko profilja az ITF oldalán (angolul)
- Julija Vakulenko hivatalos honlapja